# Ett hem i himlen
Ett hem i himlen är en psalmtext.
Ursprungligen finsk text On luotu mulle koti taivainen av Antti Ruponen, publicerad i Siionin Lähetyslehti 4/1934.
Svensk översättning av Elis Sjövall.  11 verser.
Melodi: Einari Juntura 1933. G-dur, 4/4

## Publicerad i
- Sions Sånger 1951 nr 211
- Sions Sånger 1981, nr 249 under rubriken "Det eviga livet".
- Sions Sånger och Psalmer nr 29